# Léon de Moerman d'Harlebeke
Léon Mathieu Robert Louis Ghislain de Moerman d'Harlebeke (Landegem, 8 november 1828 - aldaar, 20 oktober 1889) was een Belgisch volksvertegenwoordiger.

## Biografie

### Familie
Burggraaf Léon de Moerman d'Harlebeke was een zoon van burggraaf  Charles de Moerman d'Harlebeke, senator, en Désirée Pycke de ten Aerden. Hij trouwde in 1858 in Landegem met zijn nicht Marie-Désirée Pycke de ten Aerden (1825-1899).
Zijn enige zoon, Georges de Moerman d'Harlebeke (1863-1909), bleef ongehuwd. Zijn broer, Alfred de Moerman d'Harlebeke (1841-1907), had alleen drie dochters. De familienaam is in 1950 uitgestorven. 

### Loopbaan
Hij studeerde filosofie aan de Rijksuniversiteit Gent (1847-1849). Hij bracht zijn leven door als rentenier en eigenaar.
In 1870 werd hij verkozen tot katholiek volksvertegenwoordiger voor het arrondissement Gent en bleef dit tot in 1878. Hij verwierf opnieuw dit mandaat in juni 1886 en vervulde het tot aan zijn dood.
Hij was geen actief parlementslid. Het enige punt waar hij zich op vastbeet, was de verdeling van de notariaten in drie klassen, waar hij tegen gekant was. Hij verzette zich ook tegen de toelagen voor de septemberfeesten die de stichting van het Koninkrijk België herdachten. Enerzijds vond hij dat het na vijftig jaar om feesten ging die hun oorspronkelijke aanleiding vergeten waren en anderzijds vond hij dat het verdwijnen ervan een blijk van vriendschap zou betekenen tegenover de Nederlanders.